# Kabupaten Minahasa Selatan
Kabupaten Minahasa Selatan är ett kabupaten i Indonesien.   Det ligger i provinsen Sulawesi Utara, i den nordöstra delen av landet, 2 100 km öster om huvudstaden Jakarta. Antalet invånare är 195 553.